# Berlim Ocidental
Berlim Ocidental foi uma cidade autônoma e enclave político cercado pela cidade de Berlim Oriental e por outros territórios da Alemanha Oriental. Existiu entre 1949 e 1990, tendo sido formada pelos setores de ocupação norte-americano, britânico e francês estabelecidos em 1945 após o término da Segunda Guerra Mundial e a consequente derrota da Alemanha. O Muro de Berlim, construído em 1961, pelos comunistas da Berlim Oriental para impedir que a população fugisse para o lado capitalista, dividiu fisicamente os setores ocidental e oriental até sua queda em 1989.
Ao término da Segunda Guerra Mundial, Estados Unidos e União Soviética entraram em conflito pela posse e poder transitório na Alemanha. Durante a Guerra Fria, ocorreu um acordo que permitiu às três das potências ocupantes (França, Reino Unido, Estados Unidos) o livre acesso ao setor ocidental da cidade, que era um enclave na zona sob ocupação soviética.

## Origens

As zonas de Berlim por ocupação.

O Protocolo de Londres de 1944 e o Acordo de Potsdam estabeleceram o marco legal para a ocupação da Alemanha após a Segunda Guerra Mundial. De acordo com esses acordos, a Alemanha estaria formalmente sob a administração de quatro Aliados (Estados Unidos, Reino Unido, União Soviética e França) até que um governo alemão "aceitável para todas as partes" pudesse ser estabelecido. O território da Alemanha, tal como existia em 1937, seria reduzido pela maior parte da Alemanha Oriental, criando assim os antigos territórios orientais da Alemanha. O restante território seria dividido em quatro zonas, cada uma administrada por um dos quatro países aliados. Berlim, que estava cercada pela zona de ocupação soviética - recém-estabelecida na maior parte da Alemanha Média - seria igualmente dividida, com os Aliados Ocidentais ocupando um enclave composto pelas partes ocidentais da cidade. De acordo com o acordo, a ocupação de Berlim só poderia terminar como resultado de um acordo quadripartite. Os Aliados Ocidentais foram garantidos três corredores aéreos para seus setores de Berlim, e os soviéticos também permitiram informalmente o acesso rodoviário e ferroviário entre Berlim Ocidental e as partes ocidentais da Alemanha.
No início, este acordo pretendia ser de natureza administrativa temporária, com todas as partes declarando que a Alemanha e Berlim seriam reunidas em breve. No entanto, como as relações entre os Aliados Ocidentais e a União Soviética azedaram e a Guerra Fria começou, a administração conjunta da Alemanha e Berlim entrou em colapso. Logo, Berlim ocupada pelos soviéticos e Berlim ocupada pelo oeste tinham administrações municipais separadas.  Em 1948, os soviéticos tentaram forçar os Aliados Ocidentais a sair de Berlim, impondo um bloqueio terrestre aos setores ocidentais - o Bloqueio de Berlim. O Ocidente respondeu usando seus corredores aéreos para abastecer sua parte da cidade com alimentos e outros bens através da ponte aérea de Berlim. Em maio de 1949, os soviéticos levantaram o bloqueio, e Berlim Ocidental como uma cidade separada com sua própria jurisdição foi mantida.
Após o bloqueio de Berlim, os contatos normais entre Berlim Oriental e Berlim Ocidental foram retomados. Isso foi temporário até que as negociações fossem retomadas.  Em 1952, o governo da Alemanha Oriental começou a fechar suas fronteiras, isolando ainda mais Berlim Ocidental.  Como resultado direto, as redes elétricas foram separadas e as linhas telefônicas foram cortadas.  Os Volkspolizei e militares soviéticos também continuaram o processo de bloquear todas as estradas que levavam para longe da cidade, resultando em vários confrontos armados e pelo menos uma escaramuça com a Gendarmaria Francesa e a Bundesgrenzschutz em junho daquele ano.  No entanto, o ápice do cisma não ocorreu até 1961 com a construção do Muro de Berlim.

## Convenções de nomenclatura

Mapa de Berlim Ocidental e Oriental, passagens de fronteira, redes de metrô (Mapa interativo)

A maioria dos ocidentais chamava os setores ocidentais de "Berlim", a menos que mais distinção fosse necessária. O governo federal da Alemanha Ocidental oficialmente chamou Berlim Ocidental de "Berlim (Oeste)", embora também usasse o hifenizado "Berlim Ocidental", enquanto o governo da Alemanha Oriental comumente se referia a ela como "Berlim Ocidental". A partir de 31 de maio de 1961, Berlim Oriental passou a ser oficialmente chamada de Berlim, Hauptstadt der DDR (Berlim, capital da RDA), substituindo o termo anteriormente usado Demokratisches Berlin, ou simplesmente "Berlim", pela Alemanha Oriental, e "Berlim (Ost)" pelo governo federal da Alemanha Ocidental. Outros nomes usados pela mídia da Alemanha Ocidental incluem "Ost-Berlin", "Ostberlin", ou "Ostsektor". Essas diferentes convenções de nomenclatura para as partes divididas de Berlim, quando seguidas por indivíduos, governos ou meios de comunicação, geralmente indicavam suas inclinações políticas, com o Frankfurter Allgemeine Zeitung de centro-direita usando "Ost-Berlin" e o de centro-esquerda Süddeutsche Zeitung usando "Ostberlin".

## Bairros
Berlim Ocidental compreendia os seguintes distritos (Bezirke):
No Setor Americano:
- Neukölln
- Kreuzberg
- Schöneberg
- Steglitz
- Tempelhof
- Zehlendorf

No setor britânico:
- Charlottenburg
- Tiergarten
- Wilmersdorf
- Spandau

No setor francês:
- Reinickendorf
- Wedding